# Fujiko Fujio
Fujiko Fujio (藤子 不二雄, Fujiko Fujio) was het pseudoniem van een manga duo bestaande uit twee mangaka. Hun echte namen zijn Hiroshi Fujimoto (藤本 弘, Fujimoto Hiroshi, 1933–96) en Motoo Abiko (安孫子 素雄, Abiko Motoo, 1934–2022). Ze begonnen met samenwerken in 1951 en gebruikten de naam Fujiko Fujio van 1954 tot in 1987, het jaar waarin hun samenwerking stopte.
Vanaf het begin van hun samenwerking werkten ze beiden zowel aan het verhaal als de tekeningen van hun manga. Naarmate hun werk uiteen begon te lopen, begonnen ze ook eigen titels uit te geven onder verschillende namen. Abiko gebruikte Fujiko A. Fujio (藤子不二雄Ⓐ, Fujiko Fujio Ē), Fujimoto koos voor Fujiko F. Fujio (藤子・F・不二雄, Fujiko Efu Fujio). Doorheen hun carrière wonnen ze verscheidene prijzen, dit zowel als duo als individu. Hun bekendste werk is Doraemon. Het hoofdpersonage van deze reeks is officieel erkend als een cultureel icoon van hedendaags Japan. Hun werk toont de invloed van Osamu Tezuka en van veel Amerikaanse tekenfilms en stripverhalen, waaronder Hanna-Barbera.

## Biografie
Hiroshi Fujimoto en Motoo Abiko zijn beiden afkomstig van Toyama. Fujimoto werd geboren op 1 december 1933 en Abiko op 10 maart 1934. De twee leerden elkaar kennen tijdens de lagere school en werden levenslange vrienden.
Tijdens het middelbaar kenden ze een grote invloed van Osamu Tezuka's Shin Takarajima. Fujimoto bouwde een episcoop. Samen tekende ze er het werk Tenküma voor. Dit was hun eerste samenwerking. Regelmatig zond het duo werk in naar magazines als Manga Shonen. Ze hadden samen een bankrekening die ze gebruikten voor tekenmateriaal. Alle inkomsten en uitgaven werden netjes verdeeld tussen beiden. Dit zouden ze doorheen de rest van hun partnerschap blijven doen.
Het duo maakte hun professionele debuut in 1951 met Tenshi no Tama-chan in het magazine Mainichi Shogakusei Shimbun. In datzelfde jaar bezochten ze Osamu Tezuka's huis in Takarazuka, waar ze hem tekeningen voor hun versie van Ben Hur voorlegden. Tezuka was onder de indruk van hun werk en vertelde later dat hij op dat moment zeker was dat zij een grote rol in de mangaindustrie zouden spelen. Abiko en Fujimoto besloten dat jaar om hun partnerschap te consolideren. Oorspronkelijk noemden ze zichzelf Tezuka Fujio als eerbetoon aan Tezuka. Later namen ze een andere naam aan (Ashizuka Fujio) om verwarring met hun idool te vermijden.
In 1952 studeerden Fujimoto en Abiko af van het middelbaar. Fujimoto ging aan de slag bij een snoepbedrijf. Abiko vond werk bij de Toyama Krant. Fujimoto onderging een arbeidsongeluk en nam kort daarna ontslag. Hij richtte vanaf dat moment zijn aandacht volledig op manga. Abiko hielp hem tijdens het weekend. De eerste reeks die ze uitbrachten onder de naam Ashizuka Fujio duurde slechts enkele hoofdstukken. Het werd opgevolgd door de post-apocalyptische sciencefiction reeks Utopia: The Last World War (UTOPIA—最後の世界大戦, UTOPIA: Saigo no Sekai Taisen).
In 1954 verhuisde het duo naar Tokio om er professioneel mangaka te worden. Fujimoto had moeite om Abiko hiertoe te overhalen, gezien Abiko stabiel werk had. Samen met Hiroo Terada en een aantal andere mangaka vormden ze de groep New Manga Party (新漫画党, Shin Manga-To). Later verhuisden ze naar het Tokiwa-so appartementsgebouw, waar de groep gesitueerd was. Ze genoten er een periode van grote productiviteit.
De hoeveelheid werk die het duo op zich nam bleek te veel. In 1955 keerden ze terug naar Toyama voor Japans Nieuwjaar. Hierdoor misten ze al hun deadlines. Voor meer dan een jaar speelde deze blaam hen parten. Tijdens deze periode focusten ze zich op solowerk en maakten ze onafhankelijke films met hun 8mm camera. In 1959 verlieten ze Tokiwa-so en verhuisden ze naar Kawasaki. In 1962 stapte Fujimoto in het huwelijksbootje. Hij was toen 28.
In 1963 richtten Fujimoto en Abiko de animatiestudio Studio Zero op. Dit deden ze samen met Shin'ichi Suzuki, Shotaro Ishinomori, Jiro Tsunoda en Kiyoichi Tsunoda. Fujio Akatsuka vervoegde hen later. Op zijn hoogtepunt had de studio ongeveer 80 werknemers. De studio produceerde verscheidene animatiefilms, waaronder Astroboy. Voor Fujimoto en Abiko was deze periode zeer productief. Zo maakten ze onder meer Obake no Q-Taro. In deze periode begon Abiko met het maken van manga voor een volwassen publiek, zoals Teresa Tang en Kuroi Salesman. Hij huwde in 1966. Fujimoto focuste eerder op kinderverhalen en sciencefiction.
Doraemon ontstond in 1969. Het was meteen een groot succes in Japan. CoroCoro Comic publiceerde het eerste volume in 1977. In 1979 werd het werk omgezet tot een anime. De reeks werd uitgezonden door TV Asahi.
In 1987 ging het duo uit elkaar vanwege verschillen in hun creatieve visie. Ze bleven goede vrienden en werkten samen bij Fujiko Productions. Volgens Abiko ging het duo uiteen vanwege Fujimoto's kankerdiagnose. Vanwege deze ziekte wilden ze bestaande problemen rond auteursrechten en financiën in orde brengen voor Fujimoto's overlijden in 1996.
Op 19 februari 2006 zond TV Asahi een documentaire uit over het leven van Fujiko Fujio. Een Fujiko F. Fujio museum opende op 3 september 2011 in Kawasaki.
Abiko overleed in zijn huis in Kawasaki op 7 april 2022.

## Prijzen
- 1963 – Shogakukan Manga-prijs voor Old Song en Tebukuro Tecchan[5]
- 1981 – Kawasaki's Cultuurprijs (川崎市文化賞)
- 1982 – Shogakukan Manga-prijs voor kindermanga
- 1989 – Film Special Meritorious Prize (映画特別功労賞)
- 1989 – Golden Gloss Prize (ゴールデングロス賞)
- 1997 – De eerste Tezuka Osamu Cultuurprijs Grote Prijs[6]

## Oeuvre

### Fujiko Fujio's oeuvre
- UTOPIA the Final World War (UTOPIA 最後の世界大戦) (1953)
- Obake no Q-taro (オバケのQ太郎) (1964–66, 1971–74)

### Fujiko F. Fujio's oeuvre
- Tebukuro Tetchan (てぶくろてっちゃん) (1960–63)
- Susume Roboket (すすめロボケット) (1962–65)
- Perman (パーマン) (1967–68, 1983–86)
- 21emon (21エモン) (1968)
- Super-san (スーパーさん) (1968)
- Doraemon (ドラえもん) (1969–96)
- Mojacko (モジャ公) (1969–70)
- Ume Boshi Denka (ウメ星デンカ) (1969)
- Jiji Nuki (じじぬき) (1970)
- Dobinson hyoryū-ki (ドビンソン漂流記) (1971–72)
- Jibun Kaigi (自分会議) (1972)
- Jungle Kurobe (ジャングル黒べえ) (1973)
- Pajamaman (パジャママン) (1973–74)
- Akage no Anko (赤毛のアン子) (1974)
- Kiteretsu Daihyakka (キテレツ大百科) (1974–77)
- Mikio and MIKIO (みきおとミキオ) (1974–75）
- Nosutaru Grandfather (ノスタル爺) (1974)
- Zou-kun to Risu-chan (ぞうくんとりすちゃん) (1974)
- 33,000 square meters (3万3千平米) (1975)
- 4 Jigenbou P Poko (4じげんぼうPポコ)  (1975–76)
- Lone War of the Worlds (ひとりぼっちの宇宙戦争) (1975)
- Pokonyan! (ポコニャン) (1975–78)
- Bakeru-kun (バケルくん) (1976)
- Minister Bowbow (バウバウ大臣) (1976)
- Captain Bon (きゃぷてんボン) (1976)
- U Bo (Uボー) (1976–78)
- Ultra-Super-Deluxe-Man (ウルトラ・スーパー・デラックスマン) (1976)
- Chūnen Superman Saenai-shi (中年スーパーマン左江内氏) (1977–78)
- Esper Mami (エスパー魔美) (1977–82)
- TP Bon (T・Pぼん) (1978)
- His Time Machine (あいつのタイムマシン) (1979)
- Mira・cle・1 (ミラ・クル・1) (1979)
- One Day...... (ある日……) (1982)
- Worldscope (四海鏡) (1982)
- Chupoko (宙ポコ)  (1983)
- Chu Ken Toppi (宙犬トッピ)  (1984)
- Chimpui (チンプイ) (1985, 1987–88)
- Memories of the Future (未来の想い出) (1991)
- Alien Mr. Andro (異人アンドロ氏) (1995)

### Fujiko A. Fujio's oeuvre
- Futa Kun (フータくん) (1964–67)
- Ninja Hattori-kun (忍者ハットリくん) (1964–71)
- Three Z Men (スリーZメン) (1964–65)
- Wakatono (わかとの) (1964–68)
- Kaibutsu-kun (怪物くん) (1965–69)
- The Laughing Salesman (笑ゥせぇるすまん) (1968–71)
- Biriken (ビリ犬) (1969, 1989)
- Kurobee (黒ベエ) (1969–70)
- Gekiga Mao Zedong Den (劇画毛沢東伝) (1969)
- Mataro ga Kuru!! (魔太郎がくる!!) (1972–75)
- Love Thief (愛ぬすびと) (1973)
- Sasurai-kun (さすらいくん) (1973–81)
- Pro Golfer Saru (プロゴルファー猿) (1974–80)
- Miss Dracula (ミス・ドラキユラ) (1975)
- Manga Michi (まんが道) (1977–82)
- Shonen Jidai (少年時代) (1978–79)
- Yume Tunnel (夢トンネル) (1983–84)
- Ultra B (ウルトラB) (1984–89)
- Parasol Henbē (パラソルヘンべえ) (1989–91)
- Hoā!! Koike San (ホアー!! 小池さん) (1998–2001)
- Par Man no Jounetsuteki na Hibi (PARマンの情熱的な日々) (2007–heden)

- Gemeinsame Normdatei: 173319637
- International Standard Name Identifier: 0000 0000 8388 2985
- MusicBrainz: ac00468c-a3bf-4d5a-80f9-a68dd6857535
- Bibliotheek van het Japanse parlement: 00015619
- Virtual International Authority File: 281440610